# Miloš Brezinský
Miloš Brezinský (n. 2 aprilie 1984, Trenčín, Republica Socialistă Cehoslovacia, Cehoslovacia) este un fundaș central slovac de fotbal, care în prezent joacă pentru ASK Kottingbrunn[*]. A fost de trei ori convocat la reprezentativa Slovaciei. A fost transferat în anul 2008 de la echipă cehă FC Slovan Liberec.